# Anna Tibaijuka
Anna Kajumulo Tibaijuka (Kagabiro, Tanganyika, 12 d'octubre de 1950) és una política tanzana del partit «Chama Cha Mapinduzi» (CCM) i membre del Parlament pel districte electoral de Muleba del sud des de 2010. Va ser Ministra de Terres, Habitatge i Desenvolupament d'Assentaments Humans de 2010 a 2014.
Fou sots-secretaria general de les Nacions Unides i directora executiva del Programa de Poblaments Humans (ONU-Hàbitat) de les Nacions Unides. Fins a la seva dimissió el 2010 per concórrer per un càrrec polític dins Tanzània, fou la segona dona africana de més alt ranking en el sistema de l'ONU.
El 2009 va rebre el premi Gothenburg pel Desenvolupament Sostenible.